# Antonio Galeana
Antonio Galeana de los Ríos (Técpan, Guerrero, 1780 - Cuautla, Morelos, 1812) fue un militar insurgente mexicano, hermano de Pablo y sobrino de Hermenegildo Galeana. Participó en la Batalla de Tenancingo y en el Sitio de Cuautla donde murió en combate. Sus restos reposan en Cuautla.

## Semblanza biográfica
Nació en Técpan, Guerrero en 1780. El 7 de noviembre de 1810 con motivo del estallido de la guerra por la independencia de México, ofrece sus servicios a José María Morelos y Pavón. Antonio participó en la Batalla de Tenancingo, en la Batalla de Tehuacán y en el Sitio de Cuautla. En uno de los combates en ese sitio mandó fundir las campanas del templo para hacer cañones junto a su hermano Pablo Galeana y Nicolás Bravo. En otros combates del sitio demostró su heroísmo pero murió por un cañonazo. Fue declarado Coronel Permanente de Artillería y fue declarado Benemérito de la Patria el 19 de junio de 1823.

## Legado
Al morir Antonio, le sobrevivieron sus hermanos Pablo Galeana y sus tíos Hermenegildo, Juan José, Fermín y su amigo Nicolás Bravo.